# Казан-нуры
Мечеть «Казан-нуры» («Свет (сияние) Казани», тат. «Казан нуры» мәчете, «Qazan nurı» mäçete) — мечеть в Казани, расположенная на пересечении улицы Чистопольской и проспекта Фатиха Амирхана.
История строительства мечети началась в конце 1980-х гг, по просьбе немногочисленной группы мусульман Ленинского района, окончательно мечеть построили в 1999 году по проекту заслуженного архитектора Татарстана Рафика Билялова.
Снаружи мечеть представляет собой одноэтажное деревянное здание с двумя залами. Также под землей располагается один этаж.

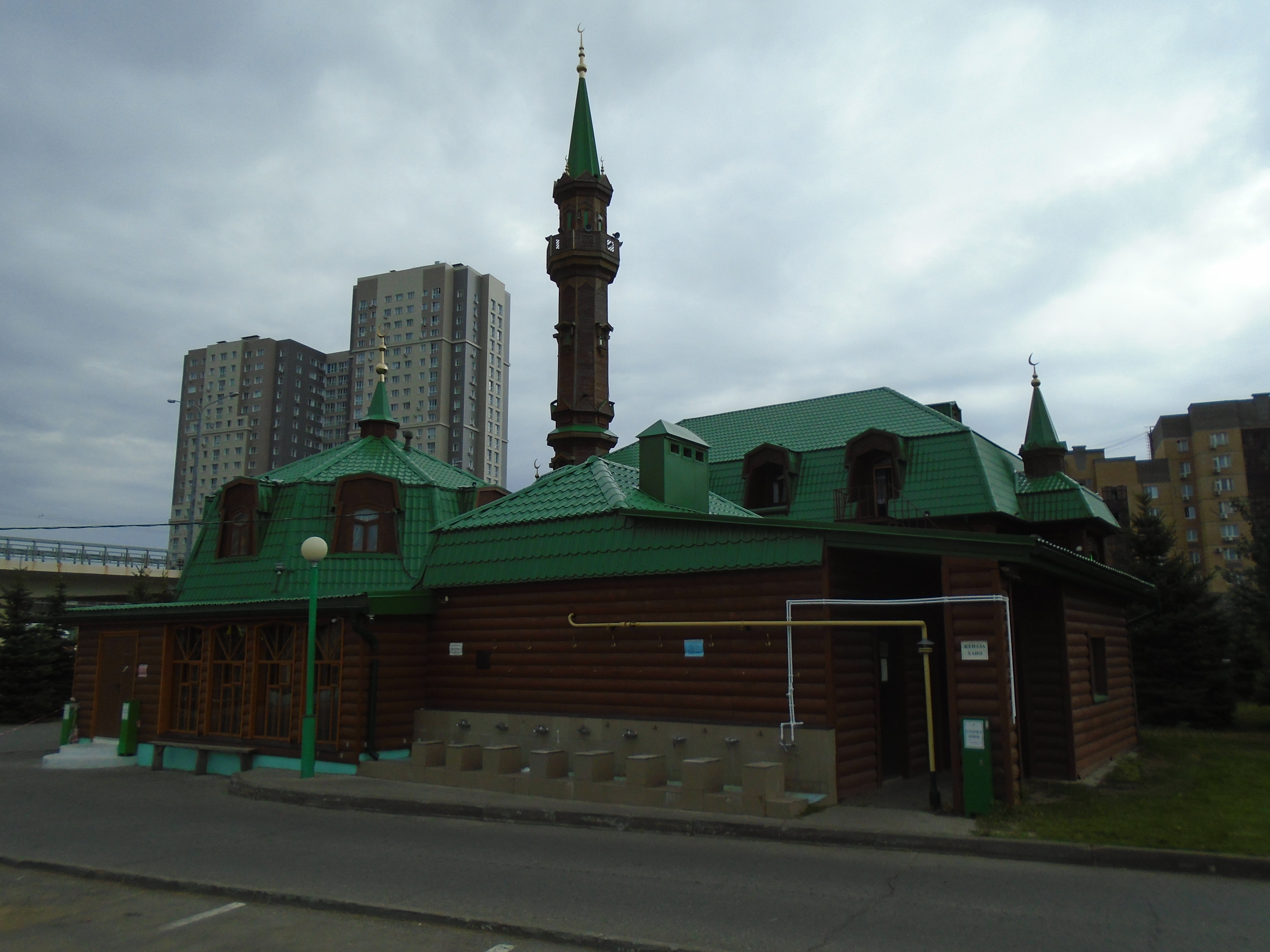
Вид на мечеть со двора
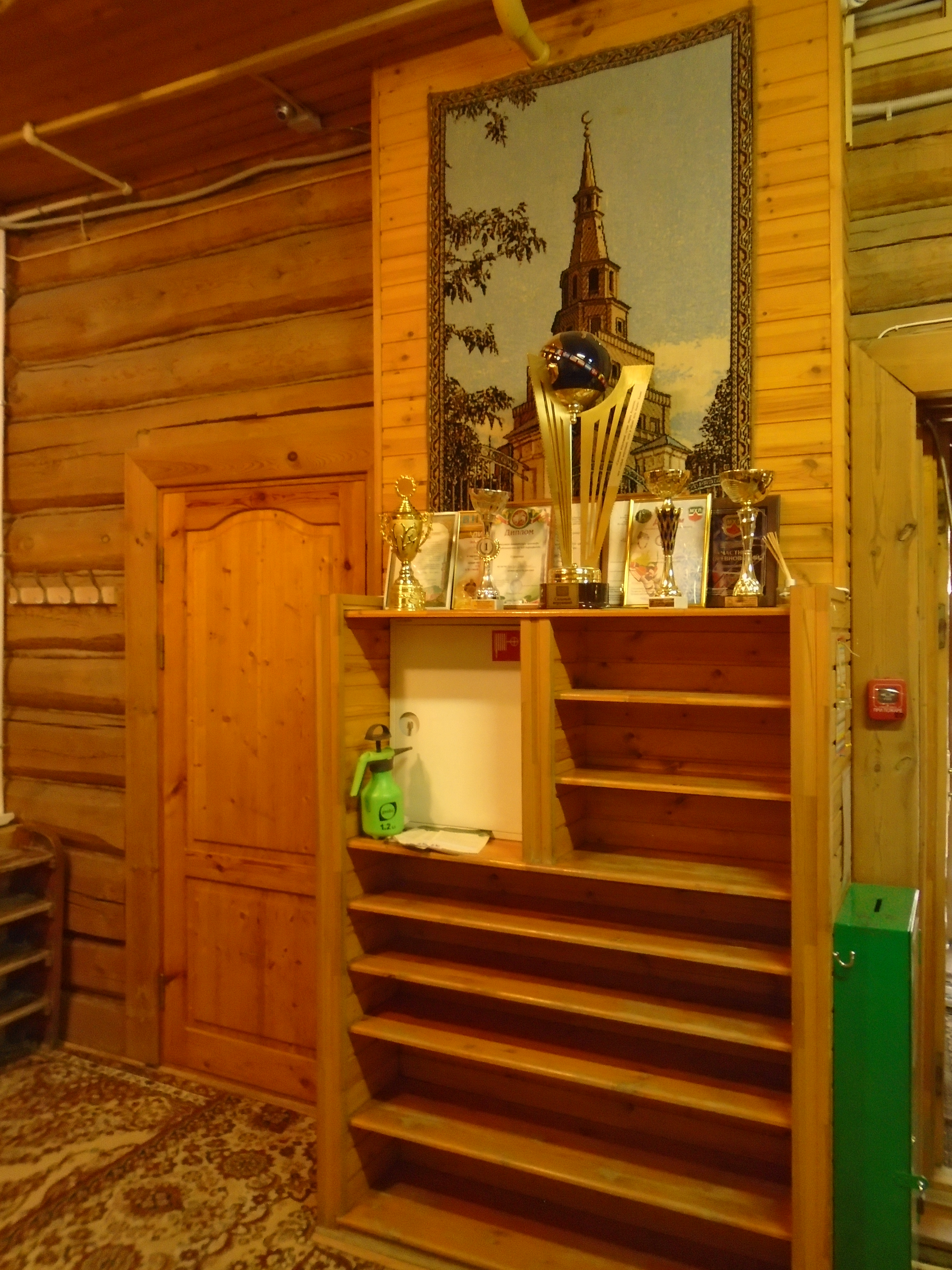
В вестибюле
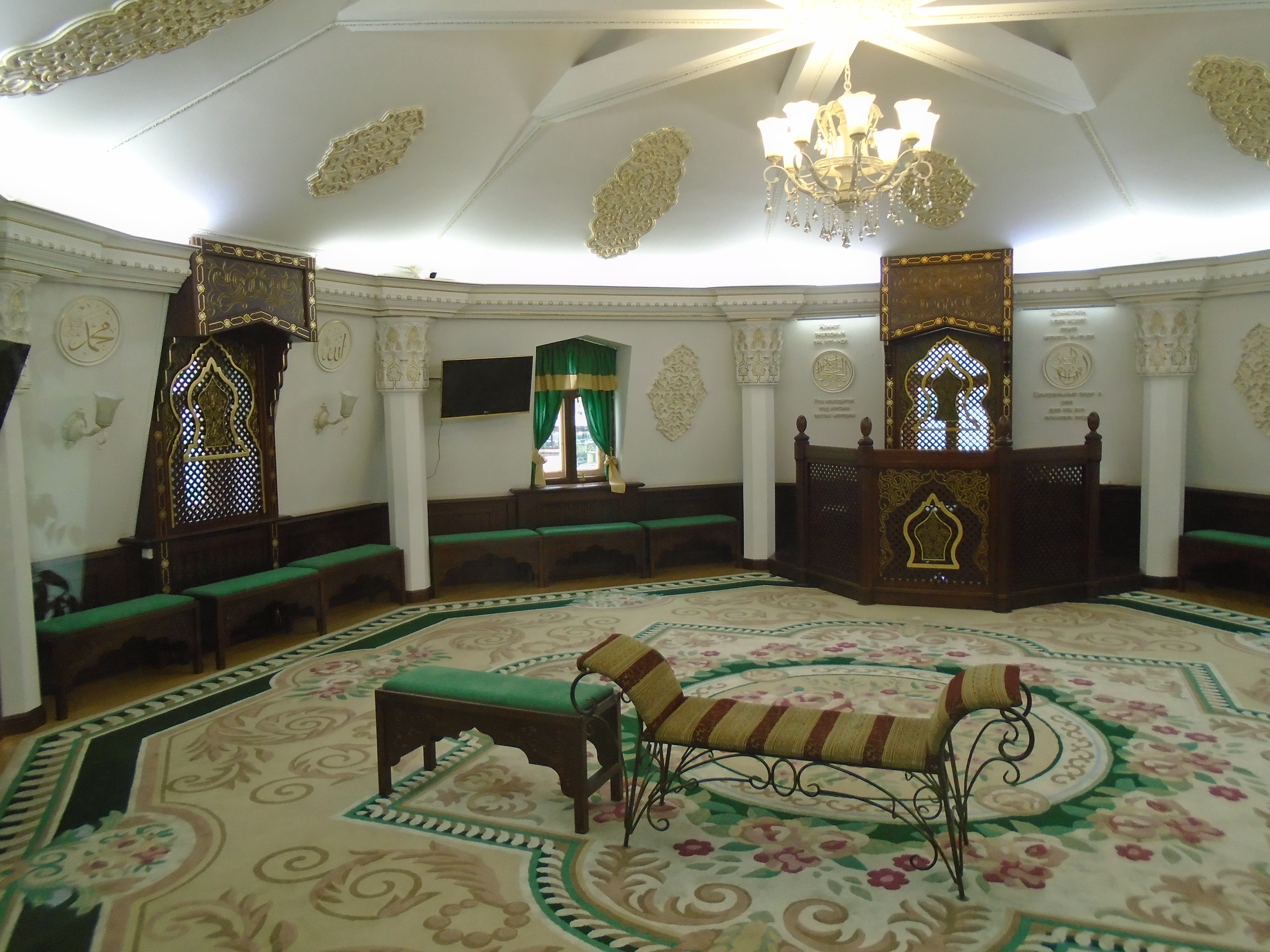
Один из залов